# Superman (serie animata 1988)
Superman è una serie televisiva a cartoni animati del 1988 prodotta da Ruby Spears e Warner Bros., in collaborazione con DC Comics.

## Doppiatori
| Personaggio            | Doppiatore          |
| ---------------------- | ------------------- |
| Clark Kent/Superman    | Beau Weaver         |
| Lois Lane              | Ginny McSwain       |
| Jimmy Olsen            | Mark L. Taylor      |
| Martha Kent            | Tress MacNeille     |
| Perry White            | Stanley Ralph Ross  |
| Jonathan Kent          | Alan Oppenheimer    |
| Lex Luthor             | Michael Bell        |
| Jessica Morganberry    | Lynne Marie Stewart |
| Clark Kent adolescente | Townsend Coleman    |